# Ophioblennius steindachneri
Ophioblennius steindachneri és una espècie de peix de la família dels blènnids i de l'ordre dels perciformes.

## Morfologia
- Els mascles poden assolir 18 cm de longitud total.[1][2]

## Reproducció
És ovípar.

## Hàbitat
És un peix marí de clima tropical i associat als esculls de corall que viu entre 0-18 m de fondària.

## Distribució geogràfica
Es troba des del nord del Golf de Califòrnia fins al Perú, incloent-hi les Illes Galápagos.